# Vysílač Zobor

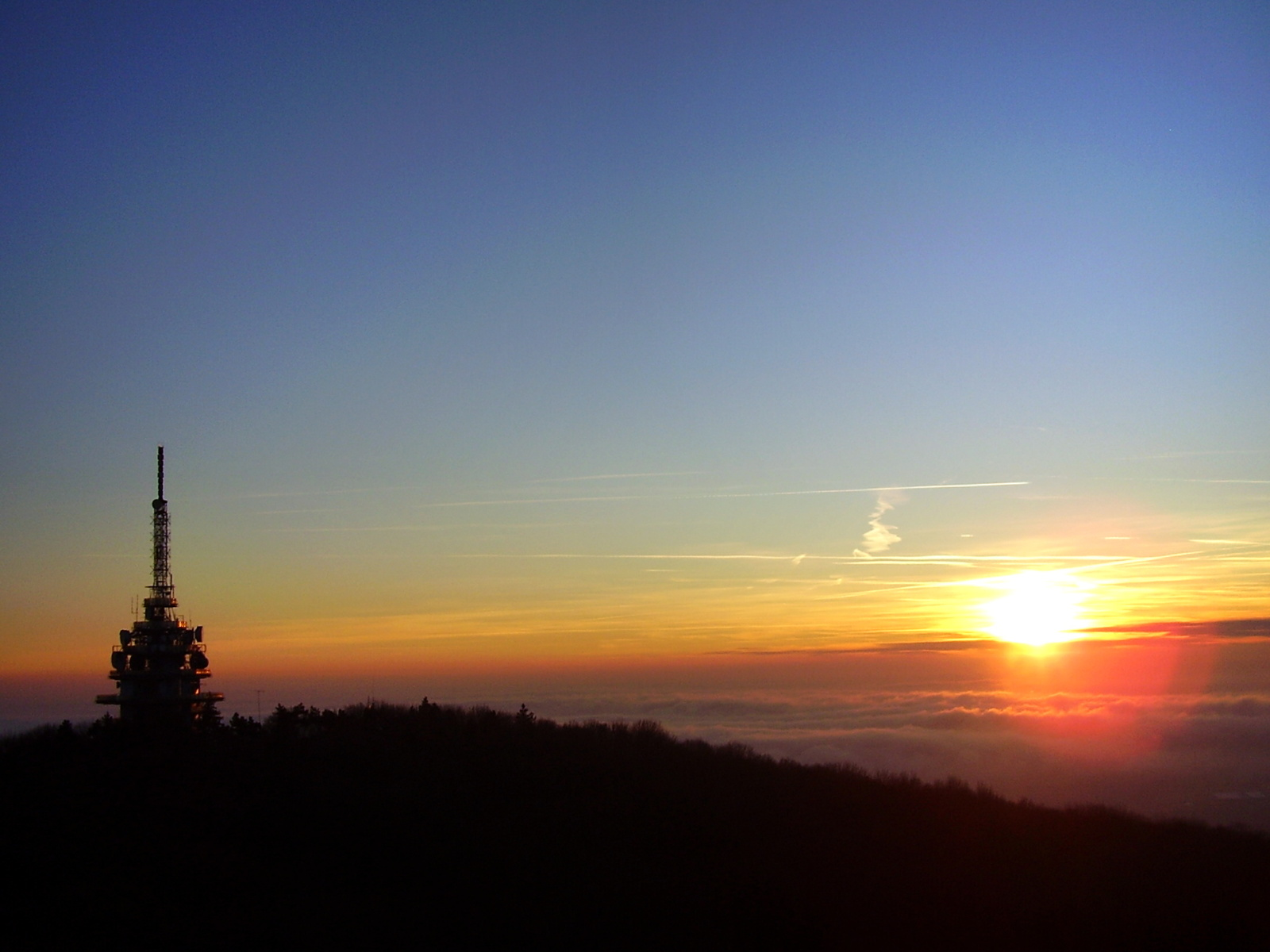
Zobor při západu slunce

Vysílač Zobor (556 m n. m.) je rádiový a televizní vysílač na Slovensku. Nachází se přímo nad městem Nitra, na Pyramidě, v blízkosti vrchu Zobor v pohoří Tribeč.

## Konstrukce
V 80. letech 20. století byl na Zoboru postaven příhradový stožár, ze kterého byl šířen televizní signál. Významná kóta se používala i jako důležitý uzel RR tras, a tak se výstavba televizní věže začátkem 90. let ukázala jako logická. Železobetonová věž byla dokončena v roce 1993 a patří tak k nejnovějším zařízením svého druhu na Slovensku.
Výška věže činí 64 m, z toho samotná anténa měří 11,5 m a váží 2,5 tuny.
V období značného nárůstu a popularity FM stanic byl signál šířen z původního stožáru. Po vybudování věže, která slouží i jako provozní budova, se začalo vysílat z antén na jejím vrcholu.

## Poloha
Výhodná poloha vysílače nad rozsáhlou Podunajskou nížinou, vysoký vyzařovaný výkon i nadmořská výška způsobují daleký příjem signálu zejména jižním a jihozápadním směrem. Prioritní oblastí pokrytí je právě rovinatý Nitranský a Trnavský kraj, až po státní hranici s Maďarskem. Přesahy však umožňují přijímat signál i na Pohroní, v Horní Nitře, Tekově či v částech Pováží. Zachytitelný je i na území Maďarska.

## Vysílané stanice

### Televize
Ze Zoboru jsou šířeny následující slovenské multiplexy:
|        | Multiplex    | Kanál | Kmitočet | Výkon (ERP) | Polarizace |
| ------ | ------------ | ----- | -------- | ----------- | ---------- |
| DVB-T  | 1. multiplex | 28    | 530 MHz  | 20 kW       | vertikální |
| DVB-T  | 2. multiplex | 45    | 666 MHz  | 44,052 kW   | vertikální |
| DVB-T  | 3. multiplex | 48    | 690 MHz  | 40,083 kW   | vertikální |
| DVB-T2 | 4. multiplex | 31    | 554 MHz  | 14,96 kW    | vertikální |

### Rozhlas
Přehled rozhlasových stanic vysílaných ze Zoboru:
|    | Stanice           | Kmitočet  | Výkon (ERP) | Polarizace   |
| -- | ----------------- | --------- | ----------- | ------------ |
| FM | Rádio Anténa Rock | 88,8 MHz  | 10 kW       | horizontální |
| FM | Rádio Slovensko   | 91,2 MHz  | 10 kW       | horizontální |
| FM | Europa 2          | 95,2 MHz  | 10 kW       | horizontální |
| FM | Rádio Regina      | 102,2 MHz | 1 kW        | horizontální |

Ze Zoboru vysílá i digitální rozhlas DAB+:
|      | Multiplex | Kanál | Výkon (ERP) | Polarizace |
| ---- | --------- | ----- | ----------- | ---------- |
| DAB+ | DAB+ AVIS | 10C   | 5 kW        | vertikální |